# Periporphyrus
Periporphyrus es un género de aves paseriformes de la familia Cardinalidae que agrupa a dos especies nativas de la América tropical (Neotrópico), cuyas áreas de distribución se encuentran se encuentran muy distantes, una en el este de México; y la otra en el norte de América del Sur. El género era monotípico hasta la inclusión en el mismo de Rhodothraupis celaeno. A sus miembros se les conoce por el nombre común de picogruesos.

## Etimología
El nombre genérico masculino «Periporphyrus» se compone de las palabras del griego «peri» que significa ‘excesivamente’ y «porphureos» que significa ‘rosado’.

## Características
Las dos especies de este género son cardinálidos raros a poco comunes, grandes, miden entre 20 y 22 cm de longitud, de picos gruesos y negros. De marcado dimorfismo sexual, loa machos de colores carmín o rosado oscuro y las hembras verde y amarillo, ambos con cabeza negra.

## Taxonomía
Tradicionalmente, el presente género fue monotípico, con una única especie, P. erythromelas, hasta que los estudios demostraron que la especie Rhodothraupis celaeno también en un género monotípico, morfológicamente parecida, pero geográficamente muy disjunta, era pariente próxima. El Comité de Clasificación de Norte y Mesoamérica (N&MACC) en la Propuesta 2023-C-9 Parte B aprobó la transferencia de R. celaeno para el presente género, con lo cual el género Rhodothraupis pasó a ser un sinónimo del presente. Las clasificaciones Aves del Mundo (HBW) y Birdlife International (BLI) colocan a las dos especies en el género Caryothraustes.

## Lista de especies
Según las clasificaciones del Congreso Ornitológico Internacional (IOC) y Clements Checklist, el género agrupa a las siguientes especies con el respectivo nombre popular de acuerdo con la Sociedad Española de Ornitología (SEO):
| Imagen | Nombre científico          | Autor          | Nombre común          | Estado de conservación | Distribución |
| ------ | -------------------------- | -------------- | --------------------- | ---------------------- | ------------ |
|        | Periporphyrus celaeno      | (Deppe, 1830)  | picogrueso acollarado | LC                     |              |
|        | Periporphyrus erythromelas | (Gmelin), 1789 | picogrueso rojinegro  | LC                     |              |